# برلمان جورجيا
برلمان جورجيا (بالإنجليزية: Parliament of Georgia)‏ هو الهيئة التشريعية في جورجيا، ويتكون من 150 مقعداً، يقع المقر الرئيسي له في كوتايسي.